# 荘司真人
荘司 真人（しょうじ まさと、1989年4月12日 - ）は、日本の俳優。
神奈川県出身。タイムリーオフィス所属。特技はたこ焼き作りと剣道、趣味はパワースポット巡り。

## 出演作品

### 舞台
- 「君死ニタマウ事ナカレ零_改」（2018年11月29日 - 12月9日、CBGKシブゲキ!!） - コウジ役[2]
- 「帝都探偵奇譚ジゴマ」（2018年10月24日 - 2018年10月29日、シアターKASSAI）
- 「ANIMAL・WONDER・WORLD」（2018年7月12日 - 2018年7月16日、ラゾーナ川崎プラザソル） - ラザム役
- 「君には最高の嘘を」（2018年4月25日 - 2018年4月29日、萬劇場）
- 「バグバスターズ ―Stage BLUE―」（2018年3月21日 - 3月25日、俳優座劇場） - アンサンブル[3]
- 「舞台 少年ヨルハ Ver1.0」（2018年1月31日 - 2月4日、六行会ホール） - 三号役[4]
- 「BGにつぐ！」（2016年9月7日 - 2016年9月11日、劇場MOMO）
- 「MEIDO IN HEAVEN」（2015年9月8日 - 2015年9月14日、サンモールスタジオ） - 二階堂俊明役[5]
- 「DOG'S」（2015年5月9日 - 2015年5月17日、笹塚ファクトリー）
- 「ハツカネズミと人間」（2015年2月17日 - 2015年2月22日、ザ・ポケット）
- 「帰って来た蛍 〜蒼空の神々〜」（2014年6月26日 - 2014年7月6日、俳優座劇場）
- 「東京俳優市場 2014春」（2014年5月2日 - 2014年5月6日、築地ブディストホール）
- 「One for Happiness -幸せの一つ-」（2013年4月30日 - 2013年5月5日、Geki地下Liberty） - 来千原徹役[6]
- 「ロックミュージカル Marionnette 〜マリオネット〜」（2012年11月17日 - 2012年11月25日、スペース・ゼロ） - レムノイド役[6]

### CM
- 日本ハム企業CM　「集まろう」編
- アサヒビール　アサヒ「スタイルフリー」

### テレビドラマ
- 「シュガーレス」オープニング (2012年、日本テレビ)